# Maria Antònia de Portugal
Maria Antònia de Portugal, duquessa de Parma (Bronnbach 1862 - Castell de Berg 1959). Infanta de Portugal de la branca miquelista amb el tractament d'altesa reial que es maridà en el si de la Casa ducal de Parma.
Nascuda al Monestir de Bronnbach, situat a l'actual land alemany de Baden-Württemberg i propietat de la família principesa dels Löwenstein-Wertheim-Rosenberg, nasqué el dia 13 de juliol de 1862. Filla del rei Miquel I de Portugal i de la princesa Adelaida de Löwenstein-Wertheim-Rosenberg, era neta per via paterna del rei Joan VI de Portugal i de la infanta Carlota Joaquima d'Espanya i per via materna del príncep Cristià de Löwenstein-Wertheim-Rosenberg i de la princesa Agnès de Hohenlohe-Langenburg.
El dia 15 d'octubre de 1884, a l'edat de 22 anys, contragué matrimoni, al Castell de Fischborn amb el duc Robert I de Parma, fill del duc Carles III de Parma i de la princesa Lluïsa de França. Robert era viudu de la princesa Maria Pia de Borbó-Dues Sicílies.
Robert i Maria Antònia tingueren dotze fills:
- SAR la princesa Adelaida de Borbó-Parma, nascuda a Wartegg el 1885 i morta a Solesmes el 1959.

- SAR el príncep Sixt de Borbó-Parma, nat a Wartegg el 1886 i mort a París el 1934. Es casà morganàticament amb l'aristòcrata francesa Hedwige de la Rochefoucauld.

- SAR el duc Xavier I de Parma, nat a Camaiore el 1889 i mort a Zizeres el 1977. Es casà amb la princesa Magadalena de Borbó-Busset.

- SAR la princesa Francesca de Borbó-Parma, nada a Schwarzau el 1890 i morta a Solesmes el 1978.

- SAR la princesa Zita de Borbó-Parma, nada a Pianore (Itàlia) el 1892 i morta a Zizers (Suïssa) el 1989. Es casà amb l'emperador Carles I d'Àustria.

- SAR el príncep Fèlix de Borbó-Parma, nat a Schwarzau el 1893 i mort a Luxemburg el 1970. Es casà amb la gran duquessa Carlota I de Luxemburg.

- SAR el príncep René de Borbó-Parma, nat a Schwarzau el 1894 i mort a Hellerup (Dinamarca) el 1962. Es casà amb la princesa Margarida de Dinamarca

- SAR la princesa Maria Antònia de Borbó-Parma, nada a Schwarzau el 1895 i morta a Solesmes el 1937.

- SAR la princesa Isabel de Borbó-Parma, nada a Schwarzau el 1898 i morta a Gaissau al Vorarlberg.

- SAR el príncep Lluís de Borbó-Parma, nat el 1899 a Schwarzau i mprt el 1967 a Mandelieu. Es casà amb la princesa Maria d'Itàlia.

- SAR la princesa Enriqueta de Borbó-Parma, nada a Pianore (Itàlia) el 1903 i morta a Marti, prop de Pisa, el 1987.

- SAR el príncep Gaietà de Borbó-Parma, nat a Pianore (Itàlia) el 1905 i mort a Mandelieu el 1958. Es casà amb la princesa Margarida de Thurn und Taxis.

Maria Antònia i Robert crearen un ambient extremadament catòlic i molt vinculat al clergat al seu castell austríac de Schwarzau. El Castell de Schwarzau i un parell de propietats més de la família ducal de Parma a Àustria foren declarades per l'emperador Francesc Josep I d'Àustria de sobirania parmesana per tal que els prínceps de Parma poguessin néixer en territori del ducat. L'any 1918 aquesta extraterritorialitat fou anul·lada.
A part dels dotze fills sorgits del matrimoni entre Maria Antònia de Portugal i Robert, el duc de Parma tenia onze fills del seu anterior matrimoni amb la princesa Maria Pia de Borbó-Dues Sicílies. Molts d'aquests fills, i molt especialment les filles, entraren a diferents ordes religiosos.
Maria Antònia morí al Castell de Berg, propietat de la família gran ducal luxemburguesa, el dia 14 de maig de 1959.